# Lin Yu-lang
Lin Yu-lang (chinesisch 林祐瑯; * 25. Dezember 1985) ist ein Badmintonspieler aus Taiwan.

## Karriere
2006 machte Lin Yu-lang das erste Mal international auf sich aufmerksam, als er bei den Weltmeisterschaften der Studenten Platz zwei im Herrendoppel mit Chien Yu-hsun belegte. Die Chinese Taipei Open 2009 gewann er mit Chen Hung-ling. Bei der Weltmeisterschaft 2010 reichte es für beide dagegen nur zu Platz neun.

## Erfolge
| Saison | Veranstaltung                     | Disziplin    | Platz | Name                         |
| ------ | --------------------------------- | ------------ | ----- | ---------------------------- |
| 2006   | Weltmeisterschaften der Studenten | Herrendoppel | 2     | Chien Yu-hsun / Lin Yu-lang  |
| 2009   | Polish Open                       | Herrendoppel | 1     | Lin Yu-lang / Chen Hung-ling |
| 2009   | Chinese Taipei Open               | Herrendoppel | 1     | Chen Hung-ling / Lin Yu-lang |
| 2010   | Asienmeisterschaft                | Herrendoppel | 2     | Chen Hung-ling / Lin Yu-lang |
| 2010   | Weltmeisterschaft                 | Herrendoppel | 9     | Chen Hung-ling / Lin Yu-lang |